# Gare de La Porcherie
Gare de La Porcherie – przystanek kolejowy w La Porcherie, w departamencie Haute-Vienne, w regionie Nowa Akwitania, we Francji.
Jest przystankiem kolejowym Société nationale des chemins de fer français (SNCF), obsługiwanym przez pociągi TER Limousin.